# Die City Preachers

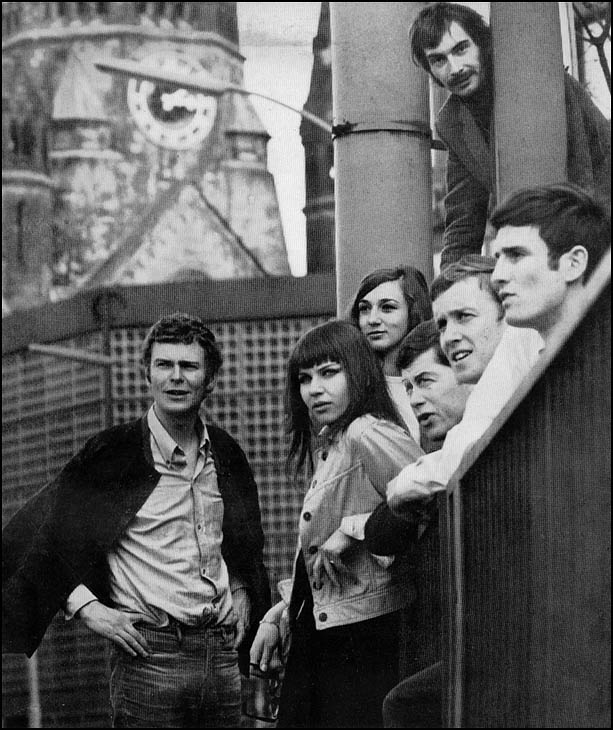
1968 – Die City Preachers in Berlin

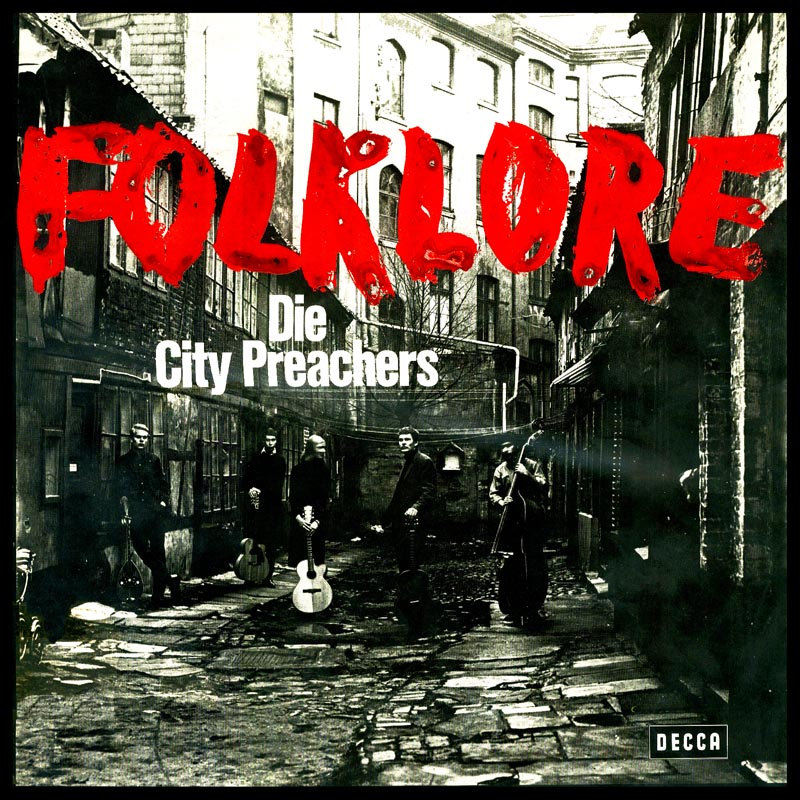
Das erste Album der City Preachers

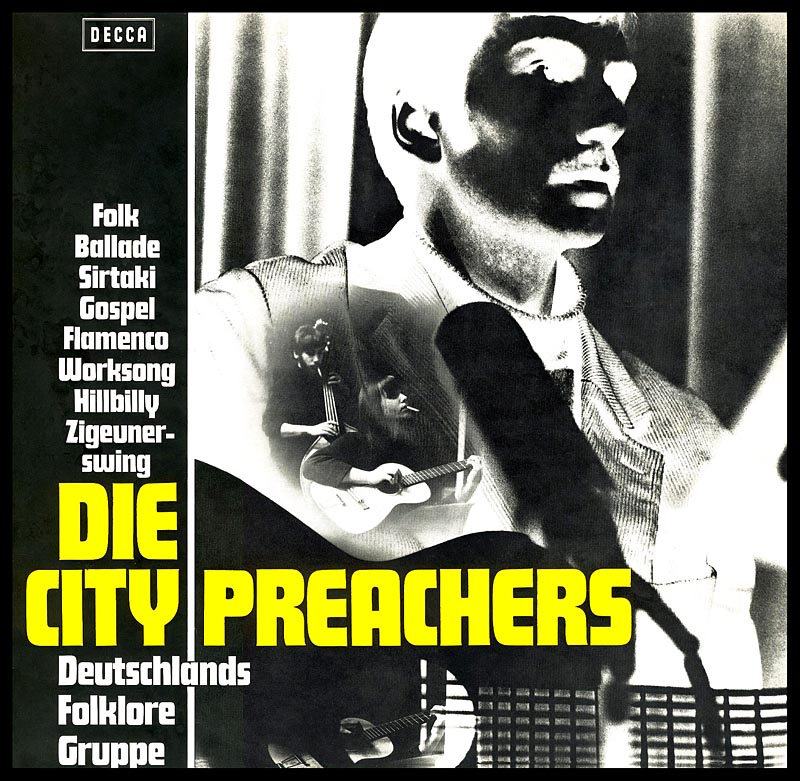
Das zweite Album der City Preachers

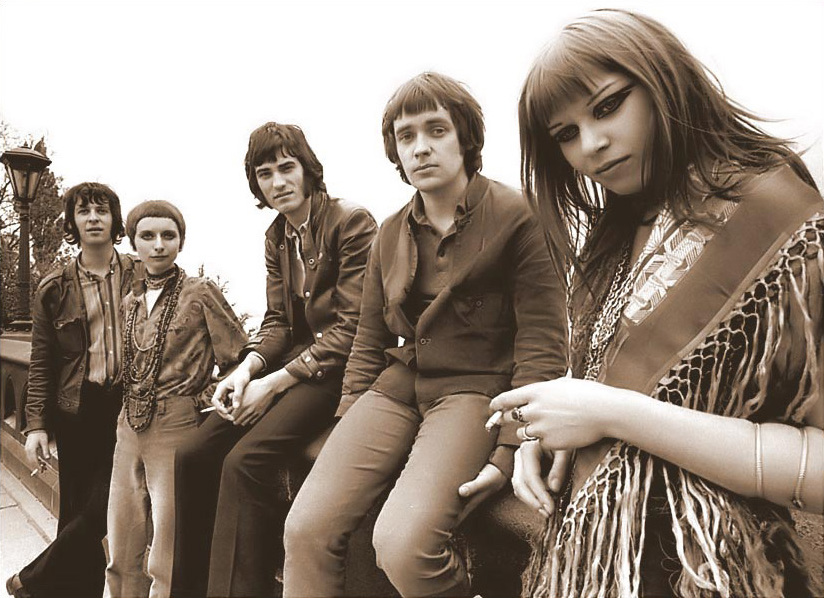
V. l. n. r.: Jean-Jacques Kravetz, Dagmar Krause, Karl-Heinz Schott, Udo Lindenberg und Inga Rumpf

Die City Preachers gelten als erste Folk-Rock-Gruppe Deutschlands.

## Geschichte
Gegründet wurde die Band 1965 in Hamburg von dem aus London stammenden Bankangestellten John O’Brien-Docker. Die Musik war eine Mischung von Folklore, später Folk genannt, aus aller Welt: Flamenco aus Spanien, Blues aus den USA, Irish Folk, Bouzouki-Klänge aus Griechenland, jiddische und Balkan-Lieder, aber auch frühe deutschsprachige Protestsongs sowie niederdeutsche Lieder.
Die City Preachers traten bis in die 1970er Jahre hinein in wechselnden Besetzungen auf. Die Zahl der Bandmitglieder schwankte zwischen fünf und zehn. Die Schallplatten der Band verkauften sich recht gut.
Aus der Band gingen namhafte Musiker hervor. Dazu gehören neben dem Gypsy-Swing-Gitarristen John O’Brien-Docker und dem Sänger und Fernsehschaffenden Kalle Freynik die Sängerinnen Inga Rumpf, Sibylle Kynast, Dagmar Krause, der Sänger, Kunstpfeifer und Multiinstrumentalist Eckart Kahlhofer, der Keyboarder Jean-Jacques Kravetz und der Schlagzeuger und spätere Sänger Udo Lindenberg. Insgesamt wirkten über 20 Solisten in dieser Band in wechselnden Besetzungen nach dem sogenannten „Baukastenprinzip“ mit, das heißt „Jeder ist Solist“ und „Jeder spielt mit Jedem“. So unterschiedliche Sängerinnen wie Inga Rumpf, Sibylle Kynast und Dagmar Krause sangen über mehrere Jahre hinweg neben- und miteinander in der Gruppe.
Inga Rumpf, Dagmar Krause, Karl-Heinz Schott, Udo Lindenberg und Jean-Jacques Kravetz entfernten sich 1969 immer mehr von der Folk-Musik. Udo Lindenberg schied aus und spielte Schlagzeug bei Peter Herbolzheimer und Klaus Doldinger, bevor er 1973 eine Solokarriere begann. Dagmar Krause ging nach England (Slapp Happy). Inga Rumpf, Karl-Heinz Schott, der neue Schlagzeuger Carsten Bohn und Jean-Jacques Kravetz wählten den Bandnamen Frumpy.
1970 trafen sich Dagmar Krause, Sibylle Kynast, Elga, Jürgen Stielow, Eckart Kahlhofer und Michael Laukeninks zu einer City-Preachers-Produktion im Studio, um die LP Back to the City aufzunehmen, die 1971 auf dem Hörzu/Metronome-Label veröffentlicht wurde.
Michael Laukeninks, Manager und Produzent der City Preachers, arbeitete als Lektor bei den Schacht-Musikverlagen, 1971 als Promoter bei WEA Records und 1973 als Redakteur beim NDR. Bis zu seinem Tod am 22. Juli 2018 war er darüber hinaus als Fotograf tätig.

## Diskografie
Alben
- 1965: Folklore (Teldec)
- 1966: Die City Preachers (Decca)
- 1966: Warum? (Philips)
- 1967: Cool Water – Internationale Folk Hits (Decca)
- 1968: Der Kürbis, die Traumtänzer und das Transportproblem (Decca)
- 1971: Back to the City (Hörzu/Metronome)
- 1982: Inga Rumpf and the City Preachers (Teldec)
- 1998: Folklore (CD, Teldec)
- 1998: Inga Rumpf: In the Beginning (CD, Teldec)

In den 60er und 70er Jahren erschienen weitere LPs, teils als Soloprojekte oder als spezielle Zusammenstellungen für Bücherclubs und für Labels im Ausland. Auch einige Singles sind veröffentlicht worden.